# Anfallet mot Nya Varvet (1719)
Anfallet mot Nya Varvet (1719) var ett överrumplingsanfall mot Nya Varvet i Göta älvs mynning natten till den 27 september 1719 (g.s), då en dansk militärstyrka via mindre fartyg angrep den svenska hamnanläggningen och inneliggande fartyg. Efter en lyckad svensk erövring av danska örlogsfartyg vid Grötö i september 1719, hämnades den unge viceamiralen Peter Tordenskjold några veckor senare genom att från Marstrand i skydd av mörkret anfalla den svenska flottbasen Nya Varvet. Attacken var i första hand en vedergällning för den svenska attacken på Grötö. Den utfördes i mindre fartyg, där man med list tog sig förbi ett antal svenska vaktposter. Efter en mindre strid på varvsområdet kunde sedan danskarna dra sig tillbaka efter att ha förstört flera i hamnen inneliggande svenska fartyg utan några större egna förluster.

## Bakgrund
Under våren 1719, i slutfasen av Stora nordiska kriget, genomförde en dansk flottstyrka en blockad av Göteborgs hamninlopp. I början av juli anföll en dansk-norsk armé norrifrån in i Bohuslän, efter att fredsförhandlingar i Stockholm misslyckats, och erövrade Strömstad. Samtidigt anfölls Marstrand av fartyg ur den danska blockadstyrkan, under ledning av schoutbynacht Peder Tordenskjold. 
Större delen av fartygen i den svenska örlogseskadern på västkusten, Göteborgseskadern, sänktes av sina egna besättningar för att inte komma i danska händer. Den 15 juli kapitulerade oväntat kommendanten, överste Henrich Danckwardt, på den starka fästningen Karlsten i Marstrand. Fästningen namnändrades till Kristiansten, och blev därefter en bas för danska anfall i Göteborgsområdet. 
Den 21 juli anfölls fästningen Nya Älvsborg utanför Göteborg, men anfallet kunde slås tillbaka efter några dagars artilleribeskjutning, och Tordenskjold fortsatte sin blockad av Göta- och Nordre älvs mynning. Detta innebar att man på svensk sida förstärkte sin bevakning av Nordre älvs mynning vid Kippholmen.

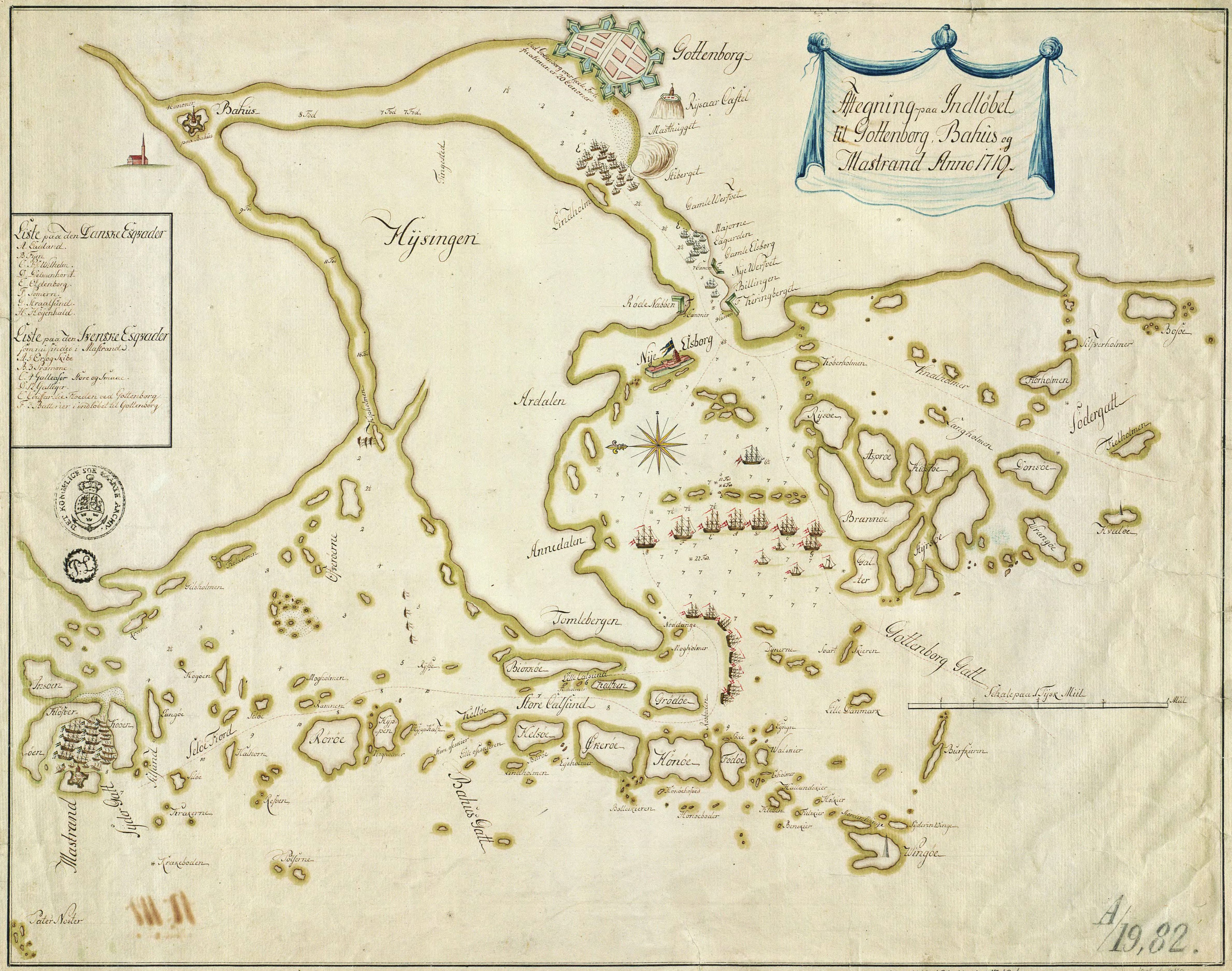
Dansk karta över området mellan Göteborg och Marstrand våren 1719. Kalvsund och Rivöfjorden spärras av danska örlogsfartyg. Handelsfartyg vid Klippan och Stigberget kommer inte ut. Göteborgseskaderns fregatter ligger orustade i Marstrand. Några mindre svenska fartyg håller vakt vid Kippholmen i Nordre älvs mynning. Djup anges i famnar eller danska fot (fod). Källa: Det Kongelige Bibliotek, Köpenhamn

Eftersom fredsförhandlingarna precis hade återupptagits fick Tordenskjold order om att sända större delen av sin blockadstyrka till Köpenhamn. Den 28 augusti lämnade ett 20-tal danska fartyg Göteborgs skärgård och seglade mot Öresund, samtidigt som blockaden av Nordre älv upphörde. Tre danska linjeskepp och en skottpråm fanns kvar vid Rivö fjord. Dessutom fanns två skottpråmar, två galärer, en bombardergaljot och fem transportfartyg vid Grötö nära Kalvsund.

### Överfallet vid Grötö

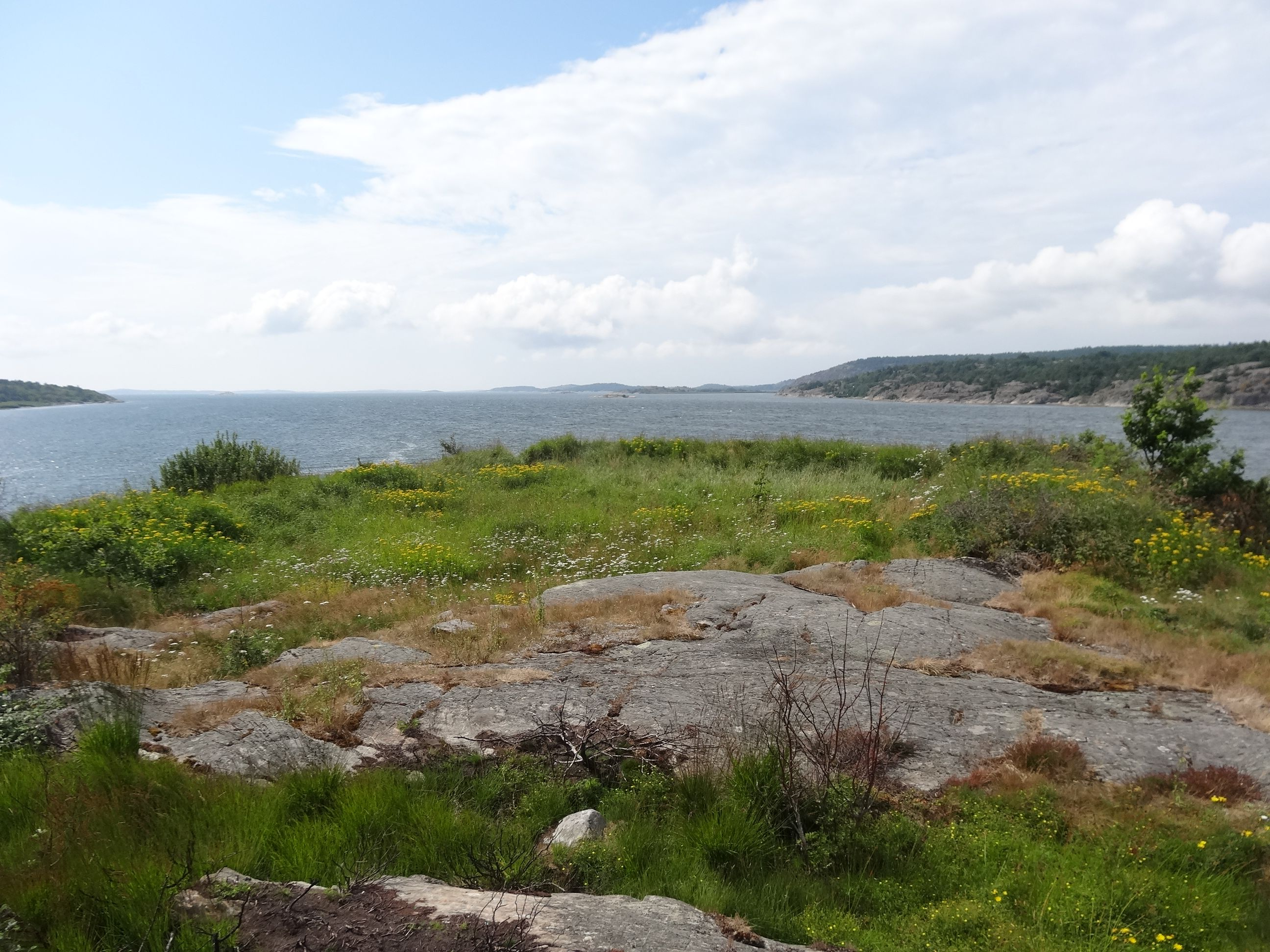
Vy från Kippholmen i Nordre älvs mynning, mot väster och Nordreälvsfjord. Delar av skansanläggningen från tidigt 1700-tal är fortfarande synlig i terrängen.

Efter att ha fått information om de nya förutsättningarna bestämde sig chefen för Göteborgseskadern, amiral Jonas Fredrik Örnfelt, för ett överraskande anfall mot styrkan vid Grötö. Brigantinerna Luren (2 kanoner), Framfuss (2), Uppassaren (2) och galären Lucretia (2) sändes tillsammans med sex beväpnade slupar under befäl av kommendör von Utfall, från Nya Varvet via Nordre älv till Kippholmen. På grund av bristen på sjöfolk, var styrkan till största delen bemannad med soldater. Efter att ha vilat vid Kippholmen, rodde fartygen på natten till den 1 september utefter Hisingen söderut. De lyckades osedda ta sig förbi brandvaktsgalären Charlotta, och kunde i gryningen övermanna besättningarna på galären Prinds Carl (7 kanoner), skottpråmarna Spydstagen och Lange Maren, samt bombardergaljoten S:t Johannes (4). Skottpråmarnas kanoner och mörsare  hade tidigare tagits ut, och förts till Köpenhamn. Dessutom erövrades de fem transportfartygen varav ett, Langesund, var lastat med krut, och de övriga med proviant och dykerimateriel.  Örnfelt, som personligen "förde disposition" från en slup, använde sig av den fördelaktiga västliga vinden till att föra de danska fartygen tillbaka samma väg till Nya Varvet som svenskarna kommit. Samtidigt kunde den kvarvarande danska styrkan på Rivö fjord inte komma sina kamrater till hjälp.  Den danska galären Charlotta lyckades undkomma till Marstrand, där Tordenskjold "nær var bleven rasende over dens medbragte uventede Tidende".
Befälhavaren över de svenska trupperna i Bohuslän, fältmarskalk Carl Gustaf Rehnskiöld, beordrade byggande av ytterligare skansar vid mynningarna av Göta- och Nordre älv ifall Tordenskjold "torde söka sig på något sätt sådant att revangera". Det var dels Arendals skans, på södra stranden av Hisingen väster om Nya Älvsborg, dels en skans vid Kippholmen i Nordre älvs mynning. Sedan tidigare fanns kanonbatterier vid Rya Nabbe på Hisingen, och Lilla Billingen vid Nya Varvet. Däremellan hade ett antal gamla fartyg sänkts som en spärr tvärs över älven, och bara en smal ränna hade lämnats öppen vid Nya Varvet.

## Förberedelser

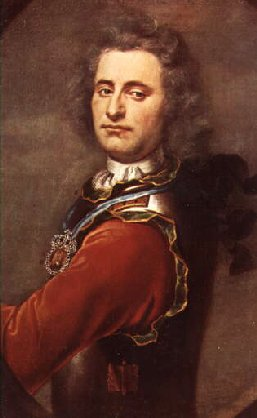
Den 29-årige viceamiralen Peter Wessel Tordenskjold, målad av Balthasar Denner 1719. Fredriksborgsmuseet

Angående överfallet vid Grötö, så skrev Tordenskjold först till amiralitetet i Köpenhamn, att det hörde till att efter goda nyheter kommer dåliga. Några dagar senare var tonen mindre filosofisk då han skrev "men jeg skal revangere det, skulde jeg end derved vorde massacreret". Han började fundera ut en plan för att ta sig in till Nya Varvet och återta fartygen. Den 12 september sågs de sista danska fartygen på Rivö fjord styra till sjöss, och den halvårslånga blockaden var hävd. Medan övriga skepp sändes till Köpenhamn seglade linjeskeppet Laaland (50 kanoner) till Tordenskjold i Marstrand. Tillsammans med chefen på Laaland, kapten Oluf Budde, utarbetades detaljerna i anfallsplanen. Man beslöt att använda slupar som skulle fyllas med brännbart material, och bemannas med välbeväpnat manskap. Budde skulle föra befäl över sluparna, och två galärer skulle följa med som skydd, under Tordenskjolds befäl.
Eftersom det rådde brist på slupar, då blockadstyrkan hade seglat iväg, använde Tordenskjold sina personliga kontakter på fartyg som inte stod under hans befäl. I Marstrands hamn fanns fregatterna Høyenhald och Hvide Ørn, sysselsatta med att ta upp utrustning från de sänkta svenska fartygen i hamnen, under amiral Ole Judichærs befäl. På morgonen den 26 september gick Tordenskjold ombord på Hvide Ørn och bad en av fartygets officerare, löjtnant Wodroff, att få en av sluparna på Hvide Ørn klargjord och överlämnad till sig, men utan att nämna detta för amiralen eller fartygschefen. Wodroff gjorde senare under dagen som han blev ombedd, och Tordenskjold hade därmed tillgång till tre dubbla och sju enkla slupar.
Samtidigt hade Tordenskjold samtal med tre svenska lotsar, bland annat Nils Olofsson från Marstrand. Nils försökte att inte bli inblandad i något som skulle bli till svensk skada, "såsom en ärlig svensk anstod", och förklarade att hans lotsområde inte sträckte sig längre än till Kalvsund. Tordenskjold förklarade då att han inte behövde följa med fartygsstyrkan längre än till Brännö.
Eftersom de flesta större danska örlogsfartyg hade seglat iväg, beslöt amiral Örnfelt att försöka angripa de mindre danska fartyg som fortfarande rörde sig runt Marstrand. Han beordrade att amiralitetskapten Nils Nilsson med galärerna Prins Kristian (9 kanoner) och Lucretia, samt sluparna Luren, Uppassaren och Framfuss skulle via Nya Älvsborg och Kalvsund försöka komma åt fientliga bevakningsfartyg söder om Marstrand. I väntan på tillräcklig antal soldater kom inte Nilsson iväg från Nya Varvet med sin styrka förrän 25 september.

## Anfallet mot Nya Varvet

### Lördagen den 26 september

#### Klockan 14.30

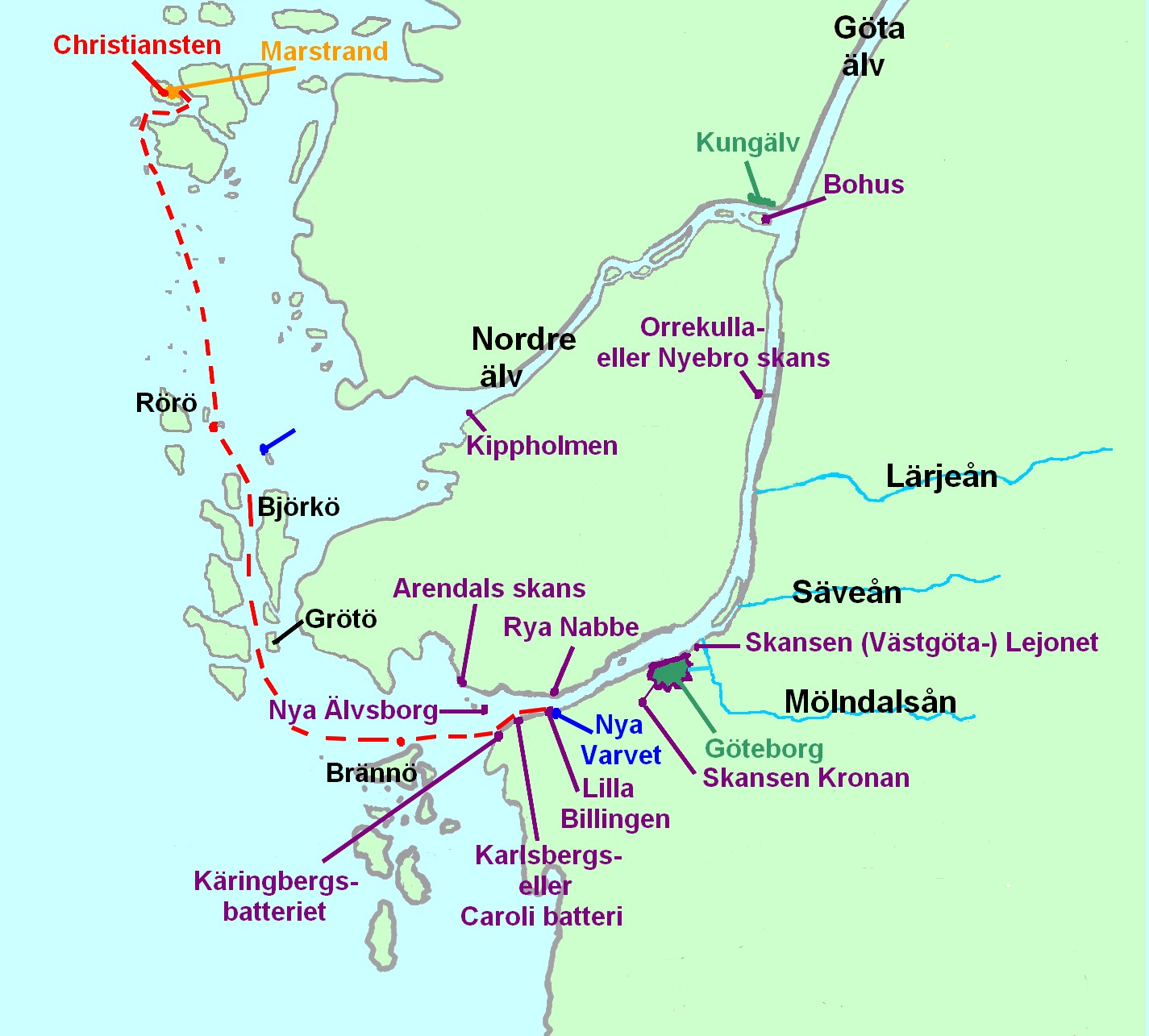
Den danska attacken på Nya Varvet natten till den 27 september 1719. Röd linje: Danska fartygens attack, Blått: Svenska fartyg, Lila: Svenska befästningar

Mellan klockan två och tre på eftermiddagen rodde nio slupar under kapten Buddes befäl ut ur Marstrands hamn. Enligt de skriftliga order han fått av Tordenskjold, skulle han stanna vid Grötö och invänta nattmörkret. Tordenskjold följde i en egen slup tillsammans med två galärer en liten tid efter Buddes slupar.

#### Klockan 16.30

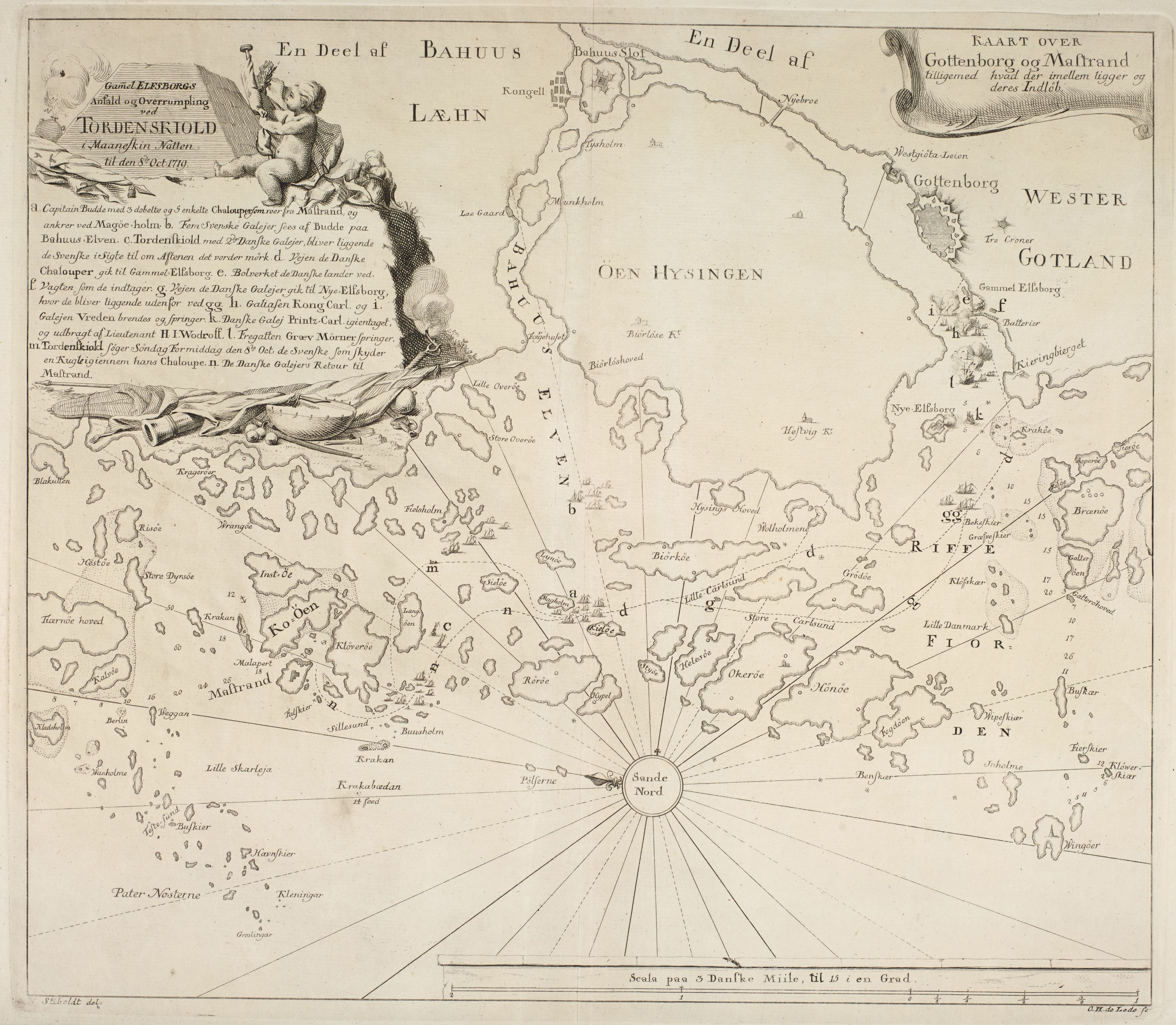
Samtida danskt kopparstick över "Gamel Elfsborgs Anfald og Overrumpling". Bokstäverna anger olika händelser under attacken. Källa: Det Kongelige Bibliotek, Köpenhamn

Mellan klockan fyra och fem upptäckte Budde några svenska galärer på Nordre älvs fjord. Han lät då sina slupar stanna vid Måvholmen, öster om Rörö. Då Tordenskjold i den efterföljande styrkan upptäckte svenskarna, lät han galärerna vila på årorna, och sände bud till Marstrand efter ytterligare en galär. Vid sextiden på kvällen var båda danska styrkorna förenade vid Måvholmen.
Då han befann sig strax norr om Bovik på Björkö, upptäckte kapten Nilsson med sin spaningsstyrka några danska galärer och slupar på Sälöfjord som förflyttade sig söderut. Han drog sig med sina fartyg mot östra sidan av Källöfjorden, för att komma närmare fienden. Under tiden hade den danska styrkan lagt sig stilla öster om Rörö, och två svenska bevakande slupar rapporterade att man höll korum. Detta gjorde att svenskarna utgick ifrån att danskarna skulle vara stillaliggande över natten, och de båda fartygsstyrkorna låg inom synhåll för varandra tills mörkret föll.
I samband med att man upptäckte danskarna, skickade Nilsson iland en budbärare som skulle informera Örnfelt om den danska styrkan. På grund av mörkret, de dåliga vägarna och den tillslutna stadsporten i Göteborg, kom inte informationen om danskarna fram förrän på morgonen, då det var för sent. 

#### Klockan 19.00
Efter att korum hade hållits, lättade danskarna ankar och lyckades tyst smyga iväg med hela styrkan ner mot Kalvsund. Sex svenska slupar som sänts iväg på rekognosering kunde inte upptäcka de danska fartygen, och man tog då för givet att danskarna dragit sig tillbaka mot Marstrand. Under tiden fortsatte Tordenskjold söderut med sin styrka genom Kalvsund och över Rivö fjord. Det var stjärnklart, men månen hade inte gått upp, och vinden var svag växlande mellan syd och väst. Sluparna gick sammanbundna i rad med de tre galärerna.

#### Klockan 21.30
Nära Brännö ankrade galärerna och Budde fortsatte med nio av sluparna, lastade med brandgods och bemannade med både sjöfolk och soldater, in mot Nya Varvet. Planen var att hålla sig längs södra stranden av Göta älv för att inte upptäckas från fästningen Nya Älvsborg.

#### Klockan 23.00

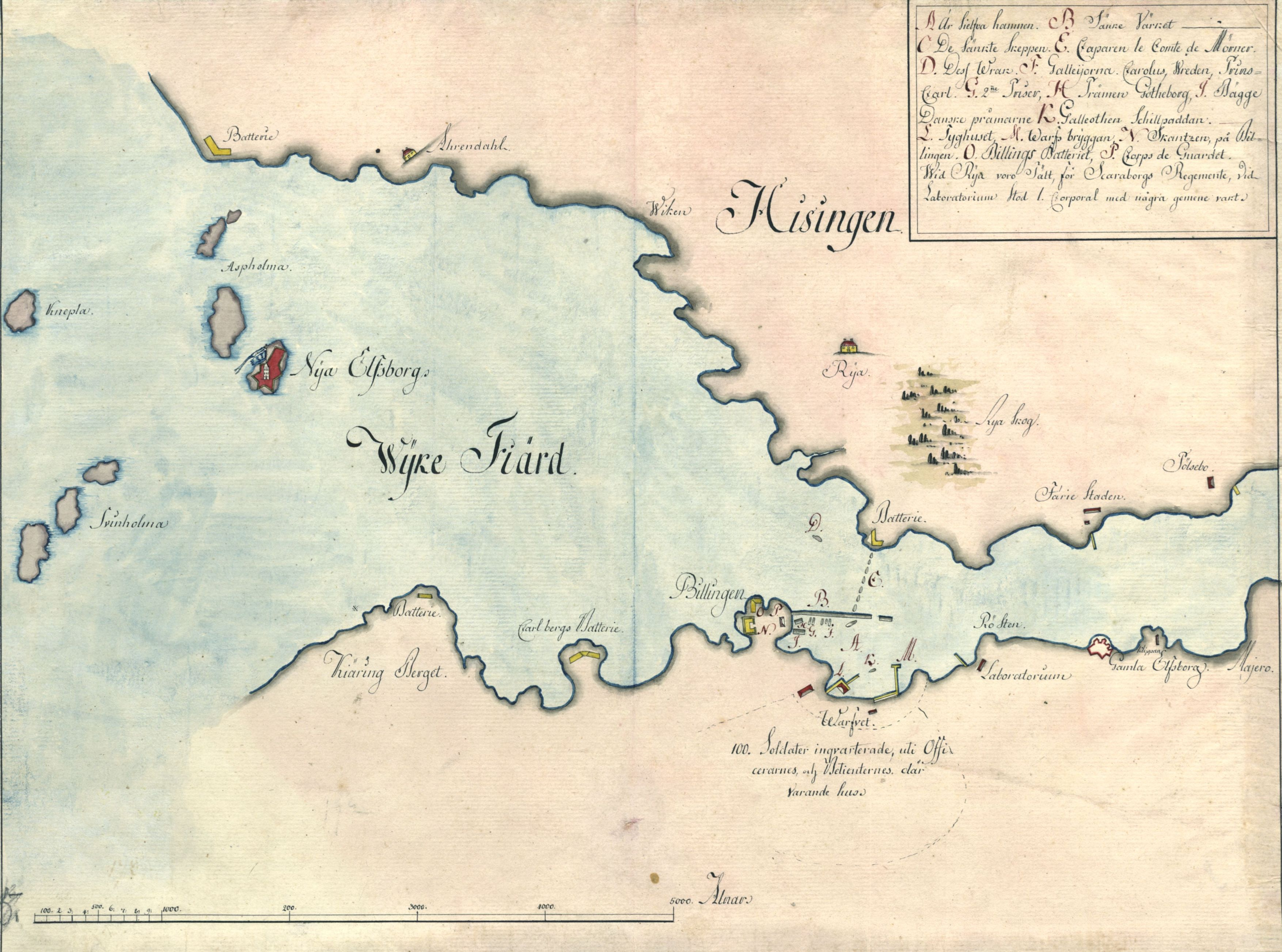
Karta över Göta älvs mynning, uppritad i samband med den efterföljande utredningen av attacken mot Nya Varvet 1719.

Klockan var elva eller "halv gången tolv" när danskarna kom fram till det första svenska kanonbatteriet, Käringbergsbatteriet, som var bestyckat med två 18-pundiga kanoner. En grupp soldater från Älvsborgs regemente bemannade batteriet. Det var fortfarande relativt mörkt och soldaten Gudmund Lydig, som stod på post, kunde se två mastförsedda fartyg bogserade med ett antal slupar runt omkring. Han ropade an fartygen och fick till svar att det var "goda svenskar" och "det woro de Swänska galejor". Soldaten Lars Skata skickades att rapportera detta till kompanichefen, kapten Gerhard Hård, som hade sitt kvarter på en gård en bit därifrån. Under tiden fick de danska fartygen passera.
Nästa batteri som danskarna måste passera var Karlsbergs eller Caroli batteri. Det bestod av fyra 12-pundiga och två 3-pundiga kanoner, samt två mörsare. Batteriet var placerat vid nuvarande Tångudden, och älven var långgrund vid batteriet. Bemanningen sköttes av samma regemente som vid Käringbergsbatteriet. Soldaten Lars Bergström, som stod på post, hörde tydliga årtag från båtar som passerade i mörkret. Han anmälde detta till vicekorpral Samuel Storm. Vicekorpralen tog för givet att det var svenska båtar som skulle till Nya Älvsborg, framförallt då Käringbergsbatteriet inte hade reagerat.
På andra sidan av inloppet, ute på fästningen Nya Älvsborg, diskuterade vaktposterna om de hört årtag eller inte. En av vaktposterna var helt säker, och rapporterade det till kommendanten överste Gustaf Gadde. Kommendanten och officerarna samlades för att diskutera saken, och de förhörde vaktposterna som inte var säkra på om de hört årtag, eller ljudet av steg från fästningens egen personal.

### Söndagen den 27 september

#### Klockan 00.00

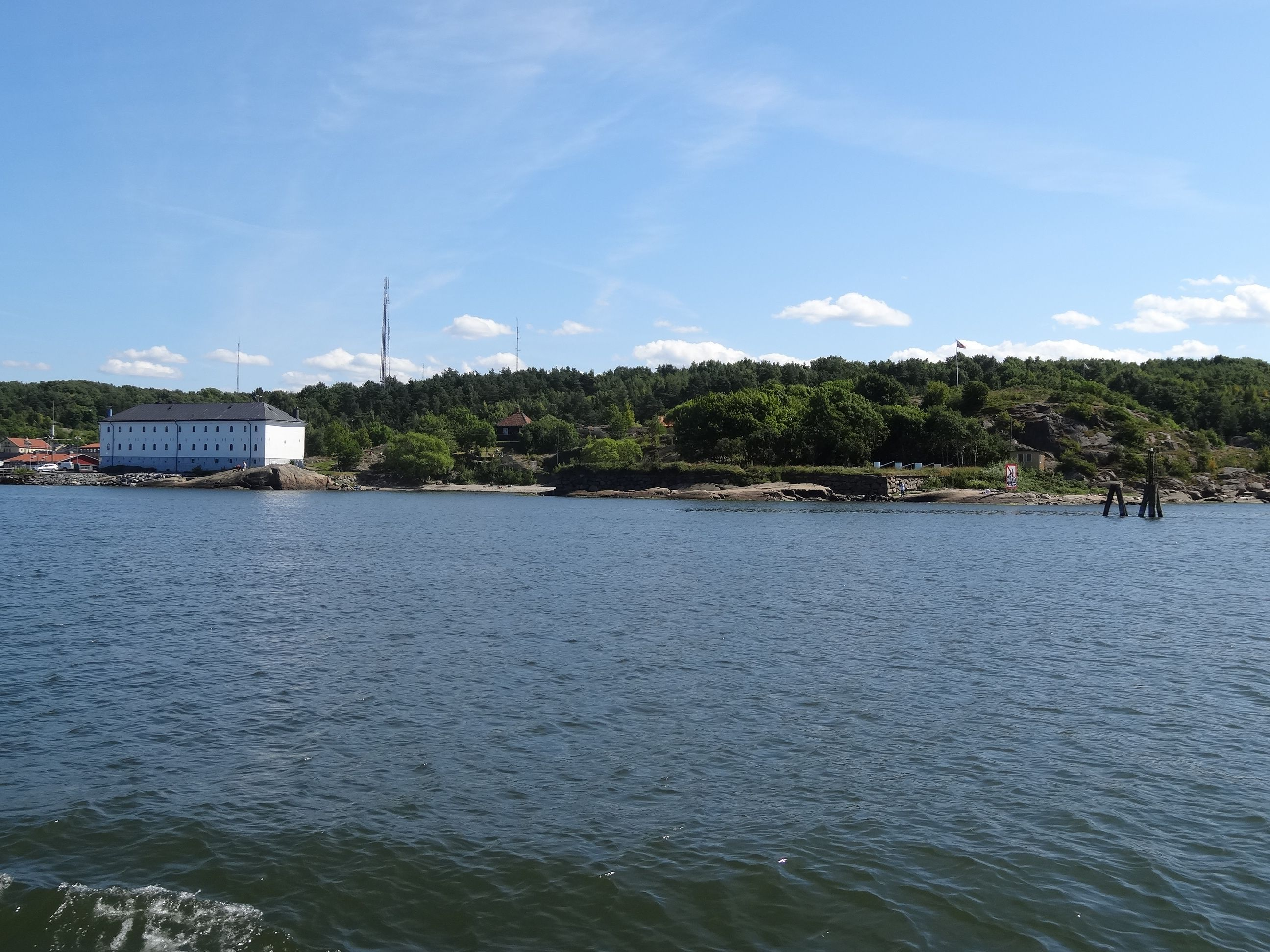
Lilla Billingen vid Nya Varvet i Göteborgs hamninlopp, sett från norr. Det lilla röda huset i bildens mitt är vaktstugan. Nuvarande byggnad från 1799 ersatte en äldre vaktbyggnad från tidigt 1700-tal på samma plats. Vid vattenbrynet ligger det låga batteriet, som använts som salutkanonbatteri in på 1980-talet.

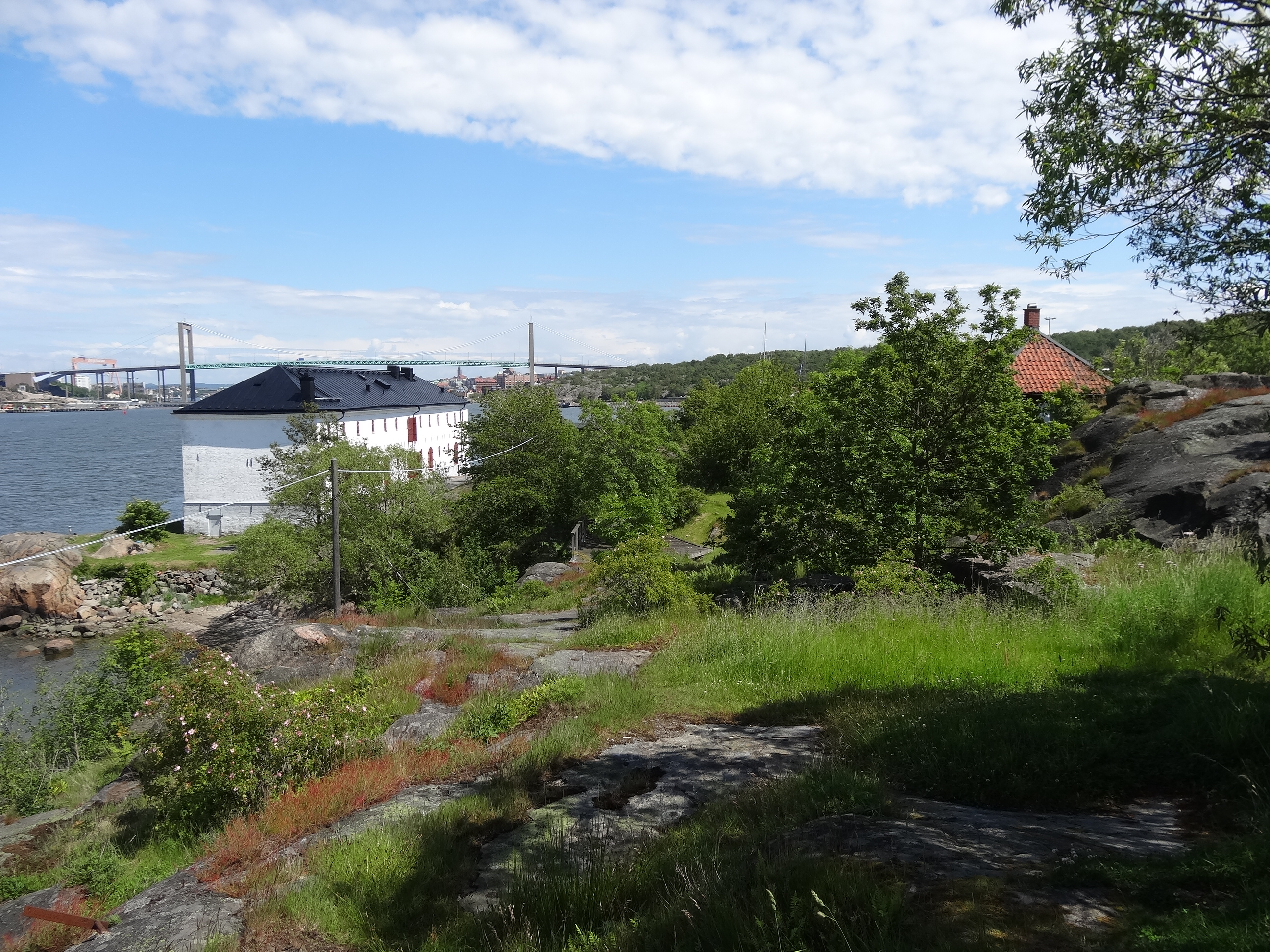
Terrängen mellan den nutida vaktstugan, vid tegeltaket till höger som numera är privatbostad, och låga batteriet nere till vänster utanför bild, är svårframkomlig även i nutid.

Runt midnatt kom de danska sluparna fram till sitt anfallsmål, Nya Varvet. Manskap sattes iland på sänkverket vid hamnen. Budde gav order till kapten Kleve att med 30 man överrumpla den svenska vaktstyrkan.
Vaktstyrkan på Nya Varvet utgjordes denna natt av 12 soldater ur det Sachsiska infanteriregementet. Detta regemente var sammansatt av sachsiska krigsfångar som tidigare tagits tillfånga i striderna med Sachsen-Polen. Krigsfångarna hade senare rekryterats från fånglägren till den svenska armén och var därför dåligt motiverade legosoldater, ledda av överste Georg David Zengerlein. Vakthavande befäl var fänrik Franck, som till sin hjälp hade furir Fischer.
Berget Lilla Billingen, som nu anfölls av danskarna, hade två kanonbatterier för sitt närförsvar. Det "låga batteriet" nere vid vattenbrynet, var utrustat med två 24-pundiga, fyra 18-pundiga och fyra 12-pundiga kanoner. En av de patrullerande tyska soldaterna uppmärksammade de danska sluparna, och ropade an dem. Han fick till svar att det var "svenska galejor som förde med sig danska fångar". Soldaten gick tillbaka till vakthuset, corps de garde, och anmälde detta till furir Fischer. Furiren gick ner till sluparna och fick samma svar som den tidigare vaktsoldaten. Han gick tillbaka och bad fänrik Franck "av bänken uppstiga". Furiren fick order att kontrollera med vaktstyrkan vid låga batteriet, och lämnade därefter vakthuset.

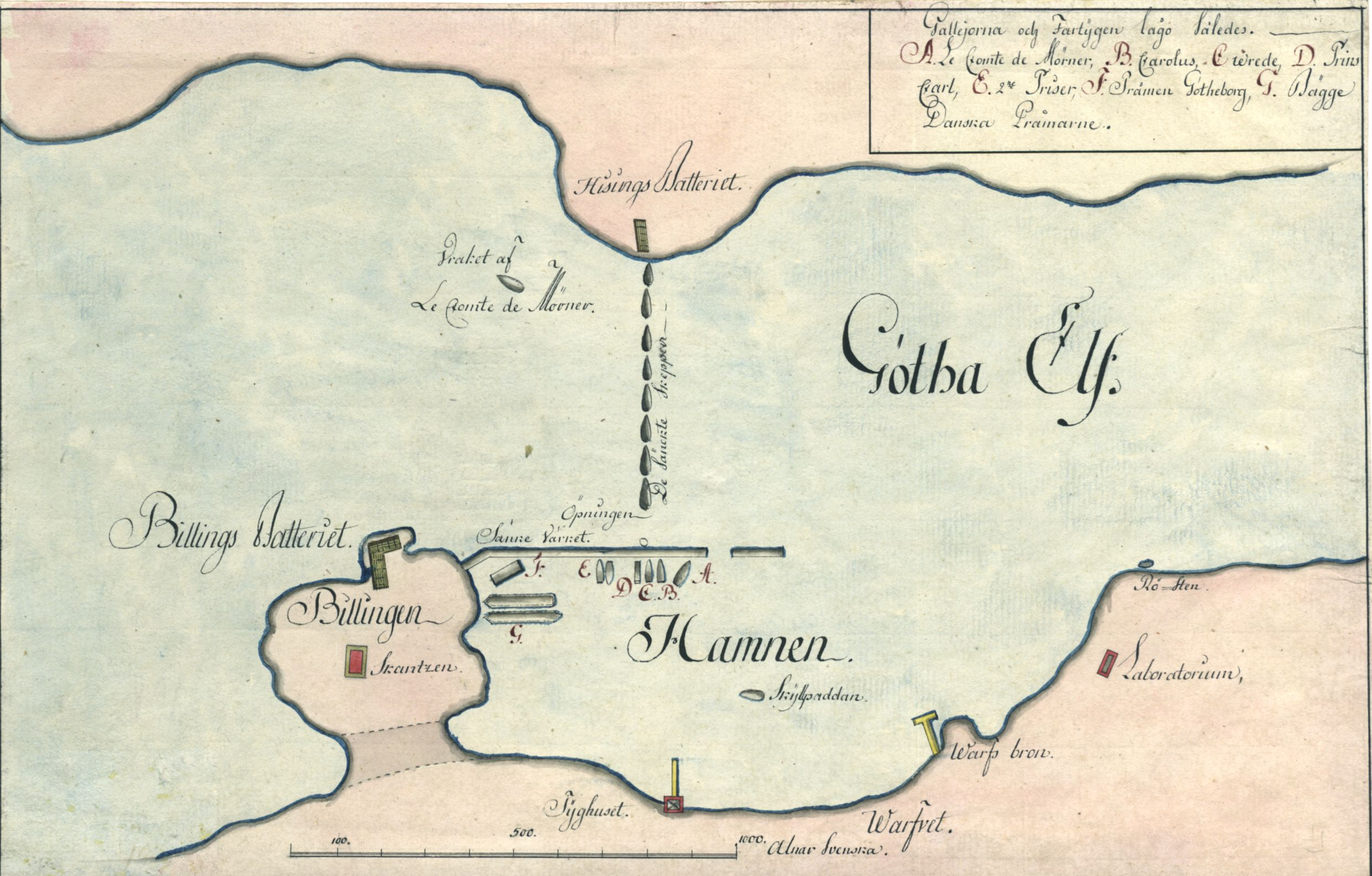
Detaljerad karta över Nya Varvet och inneliggande fartyg vid Tordenskjolds attack 1719. Källa: Krigsarkivet

Strax efteråt kom kapten Kleve till samma byggnad tillsammans med danska soldater som vänt det blå fodret på sina röda uniformsrockar utåt, för att lättare passera som svenskar. På 30 stegs avstånd ropades de an av pikposten utanför. Kleve bad vakten att inte ropa så högt eftersom de var vänner. De kom enligt Kleve från de svenska galärerna vid Nordre älv, och hade fångna danskar med sig. Eftersom det var kallt, ville de söka upp vakten för att värma sig, och bad att få veta var den låg. Den tyska vaktposten märkte inte Kleves bristfälliga svenska. Danskarna omringade snabbt vakterna och stack in muskötpiporna genom fönstren på vakthuset. Med uppspänd pistolhane gick Kleve in i vakthuset och frågade om vaktstyrkan ville ge sig. Fänrik Franck reste sig och ropade "Vad, ge sig?", och blev genast nedskjuten av Kleve. De danska soldaterna avfyrade sina musköter, och därefter togs vaktstyrkan till fånga.
Utanför vakthusets vägg låg soldaten Martin König och sov. När han vaknade av muskötelden såg han "berget över med folk", och flydde ut i mörkret.  När fångarna fördes ner till de danska sluparna lyckades hantlangaren Sven Bergström "sticka sig i berget undan" och begav sig så snabbt som möjligt mot Göteborg för att slå larm. Under tiden hade furir Fischer konstaterat att personalen vid det låga batteriet hade försvunnit, och att alla kanonerna hade gjorts obrukbara genom förnagling. Han tog sig då tillbaka till vaktstugan, som var tom, och fann fänrik Franck liggande död i en blodpöl. Danska soldater i närheten uppmärksammade honom och sköt flera skott, men furiren lyckades undkomma i mörkret och tog sig till de närmaste byggnaderna på Nya Varvet, där han började bulta på portarna.

#### Klockan 00.30

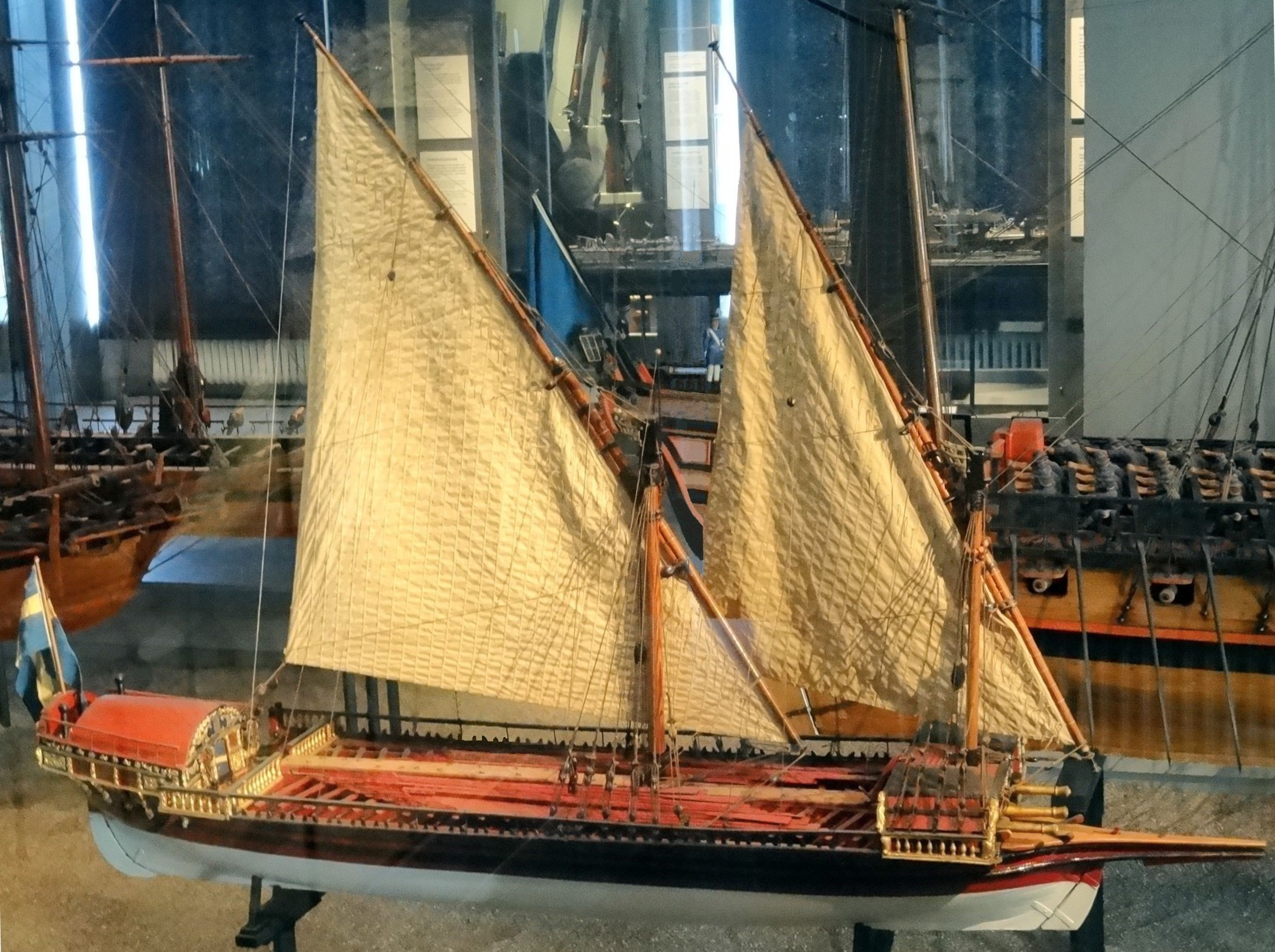
Galärmodell från 1715 på Sjöhistoriska museet, Stockholm, som har stora likheter med beskrivningen av galären Carolus: Latinsegel, 30 par åror (modellen har 28), tre 36-punds kanoner i fören, roder i båda stävarna, längd 160 fot, bredd 32 fot.

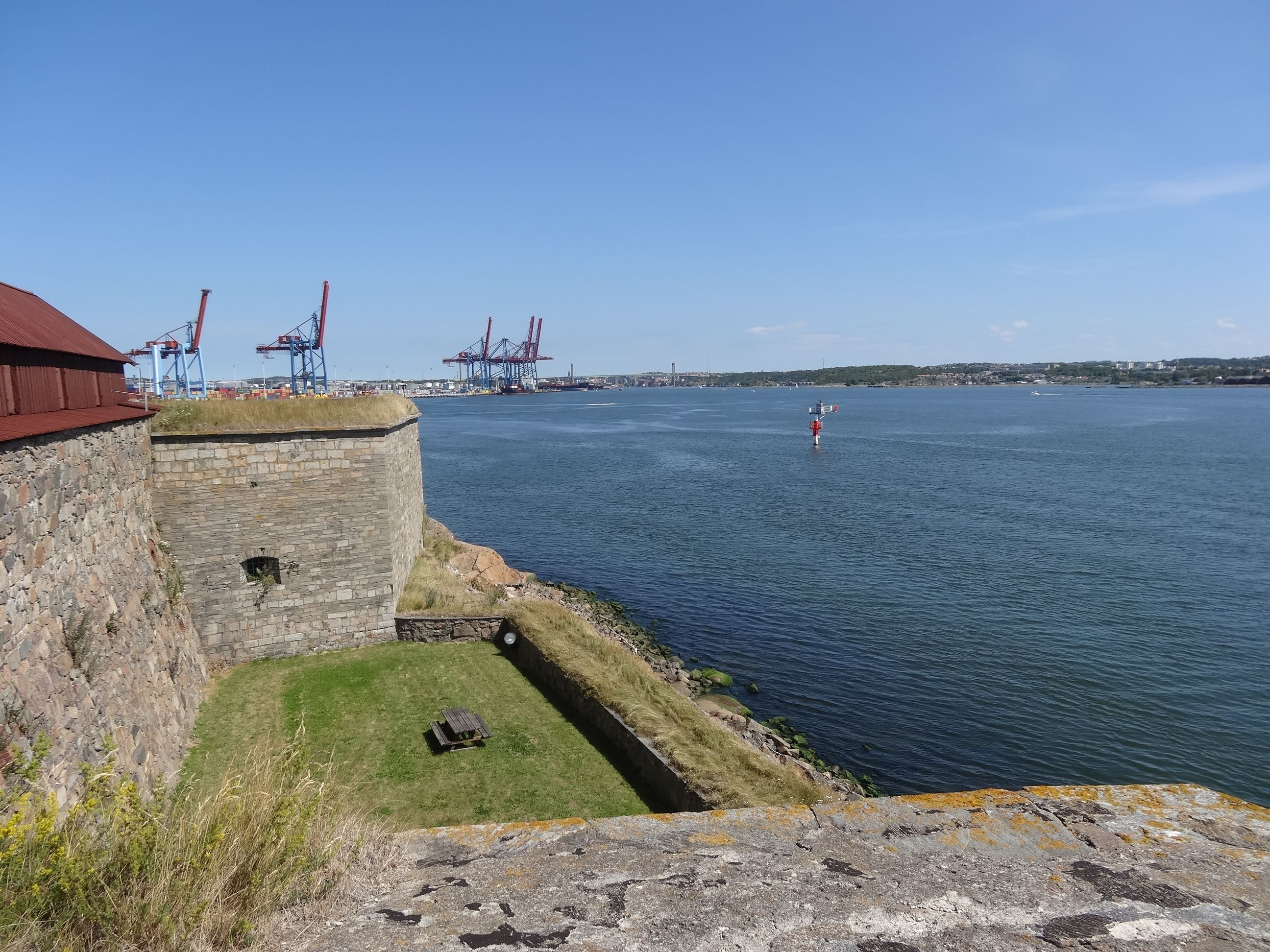
Vy från Nya Älvsborgs södra bastion, Havsfrun, mot Älvsborgsfjorden och Göteborgs hamn. Bortom den låga artilleriställningen Stenbatteriet närmast, ligger den sydöstra bastionen Delfin.

Befälhavaren på den i hamnen liggande galären Carolus hade legat och sovit på sitt fartyg, när han väckts av danskarnas aktiviteter i hamnen. Han lyckades undkomma och tog sig så snabbt som möjligt till holmmajoren (motsvarar varvschef) Ernbildt, som lät larmtrumman gå på Nya Varvet. Månen hade nu gått upp, och man kunde se hur rök bredde ut sig bland fartygen, när plötsligt ett fartyg exploderade med en blixt och kraftig knall. Inom en kvart hade det kompani med soldater som varit inkvarterade i privatbostäder vid Nya Varvet samlats, och motstånd började organiseras.
Ute på Nya Älvsborg hade man under en tid diskuterat vad som eventuellt hände inne på Nya Varvet. Någon hade hört muskötskott, men då man visste att vaktstyrkan utgjordes av de opålitliga sachsarna väckte det ingen större uppmärksamhet. Något senare tycke sig kommendanten se en lanterna som rörde sig, och kommenterade "Nu lär amiralitetet rusta sig och vilja gå ut". Kort därefter exploderade ett fartyg inne på Nya Varvet, och från fästningen sköts då larmskott, men som inte besvarades av batterierna i land. När översten senare i skenet av en brinnande fregatt såg en galär bogseras ut, började han "ana oråd" och lät fästningens kanoner börja ge eld.

#### Klockan 01.00
Bud hade nu skickats från Nya Varvet till cheferna för de soldater som var inkvarterade vid Gamla varvet, vid nuvarande Stigberget, och Haga. Dessutom hade bud skickats till den tidigare nämnde kapten Hård. Totalt fanns på hösten 1719 cirka 4 000 soldater i Göteborgsområdet. Bryggorna vid Nya Varvet besattes med tolv man och en underofficer på vardera bryggan, och två kompanier började söka igenom varvsområdet.
De danskar som inte anföll kanonbatteri och vakthus, började att göra loss fartygen i hamnen och försöka bogsera ut dem. 
Det största fartyget var kaparfregatten Le Comte de Mörner (36 kanoner), som tillhörde Ingela Gathenhielm, änka efter den år 1718 bortgångne kaparredaren Lars Gathenhielm. På grund av fartygets storlek, avspärrningarna på Göta älv och en tilltagande vind gick arbetet långsamt. Den vid Grötö erövrade galären Prinds Carl togs nu också tillbaka av danskarna.
Ute vid Nya Älvsborg hade man gått ut med en bevakningsbåt, och besättningen konstaterade att en slup närmade sig Nya Varvet utifrån havet. Den ropades an med ett "Wer da?", och svaret kom med kommandoröst: "Tordenskjold! Vend om og hils jer Kommandant, at jeg er her for at lære ham at holde sig vaagen."

#### Klockan 02.00

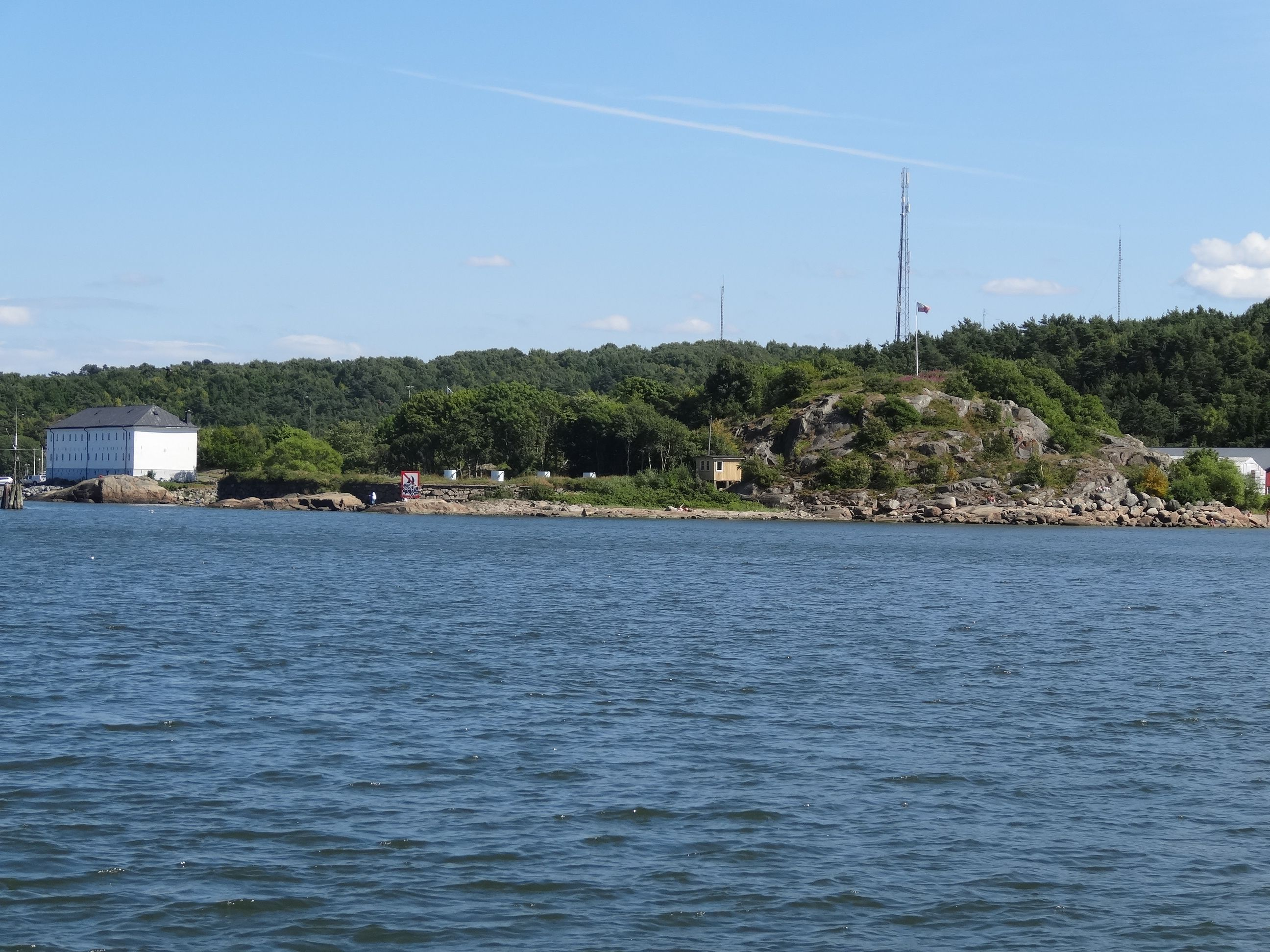
Lilla Billingen vid Nya Varvet i Göteborgs hamninlopp, sett från nordväst. Vid flaggstången uppe på bergskrönet i bildens högra del låg tidigare det höga batteriet. Inventariekammaren till vänster, "vita gaveln", fanns inte vid Tordenskjolds anfall utan byggdes 1754–1755. Kallmuren runt låga batteriet uppfördes på 1740-talet.

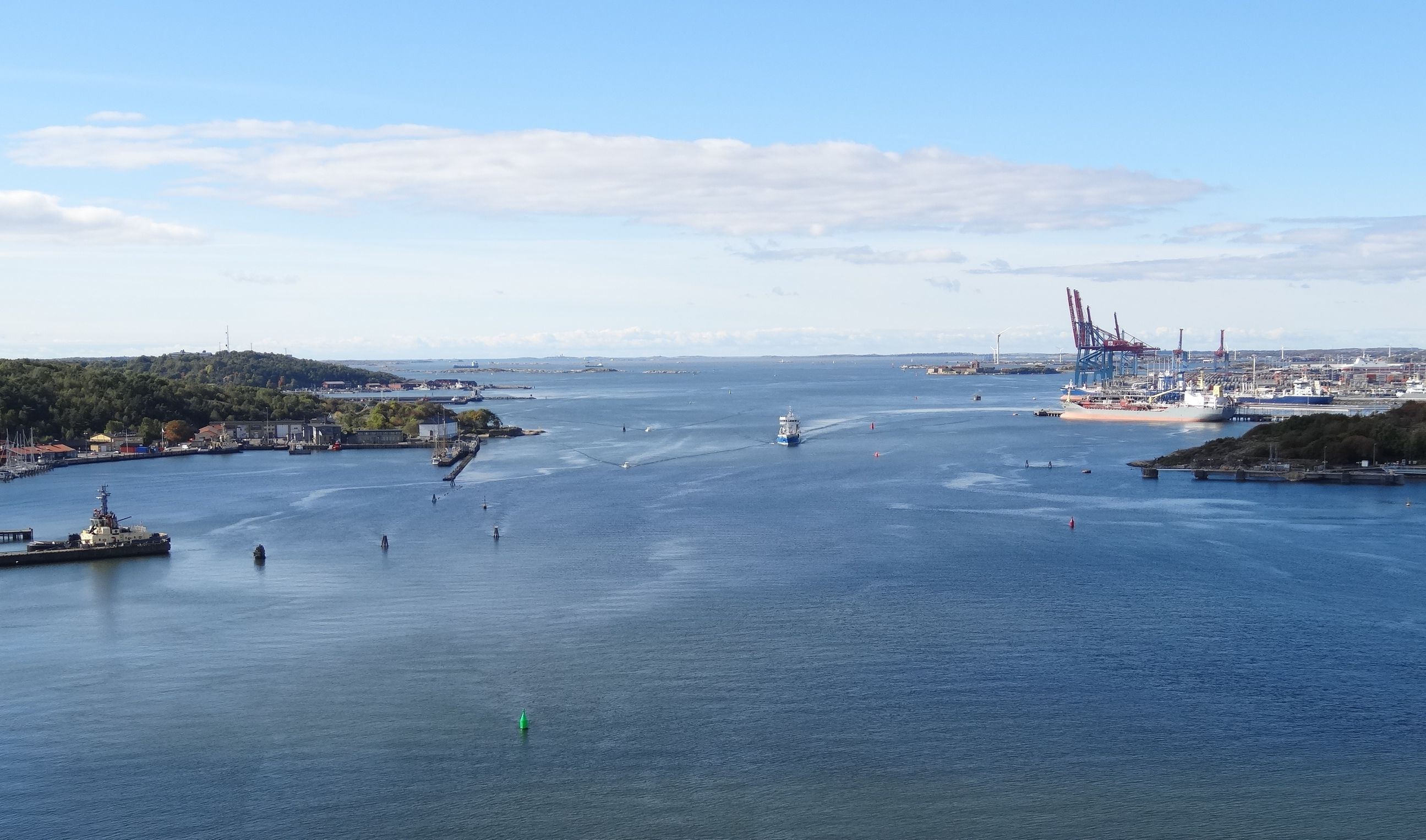
Stridsområdet sett från Älvsborgsbron. Till vänster syns Nya Varvet och, längst bort, Käringberget. Till höger syns Rya Nabbe och, bortanför containerkranarna i Skandiahamnen, fästningen Nya Älvsborg.

De fartyg som inte kunde bogseras ut sattes i brand av danskarna. Det innebar att den stora galären Carolus, den något mindre Wrede samt bombardergaljoten S:t Johannes och krutskeppet Langesund brann upp i hamnbassängen. Till Tordenskjolds besvikelse kunde man inte vare sig sätta eld på, eller sänka de stabilt byggda flytande batterierna Spydstagen och Lange Maren, vilka fick ligga kvar.
Sedan de svenska soldaterna hade återtagit kontrollen över Nya Varvet, konstaterades att alla danskar hade lämnat hamnen. Några slupar höll fortfarande på att bogsera Le Comte de Mörner ute på Göta älv, och den erövrade galären hade börjat sätta segel. På toppen av Lilla Billingen fanns ytterligare ett kanonbatteri, "höga batteriet", som bestod av sex 8-pundiga och två 6-pundiga kanoner. Kanonerna gjordes snabbt skjutklara och började eldgivning mot Le Comte de Mörner och de flyende danska småfartygen. Danskarna gav upp försöket att ta med sig fregatten, satte den i brand, och lämnade den på Göta älv.
Vid Karlsbergs eller Caroli batteriet hade soldaterna förstått att det pågick strider inne på Nya Varvet, på grund av muskötskott och eldsken. En marinlöjtnant kom gående ut till batteriet, och enligt en senare redogörelse inträffade följande dialog:
| ”                                                     | ..oachtatd det syntes Elld öfwer Bergien från Nya Werfwet, samt hördes några Musqvette skott, förr än en Lieutnant av Siöö Staten, kommit till dhem, och frågat om de hördt något roande i siön, hwar uppå de swarat, i går afftons hörde wij fuller, att de rodde ut åt Slottet, och ment man eij annat än det warit wåra Gallejor? Lieutenanten swarade, det war diefwulen häller, det war de Danske och hafwa de giordt en stor skada wed Werfvet. | „ |
| – Giötheborg d: 14 Ochtob 1719 Johan von Campenhausen | |   |

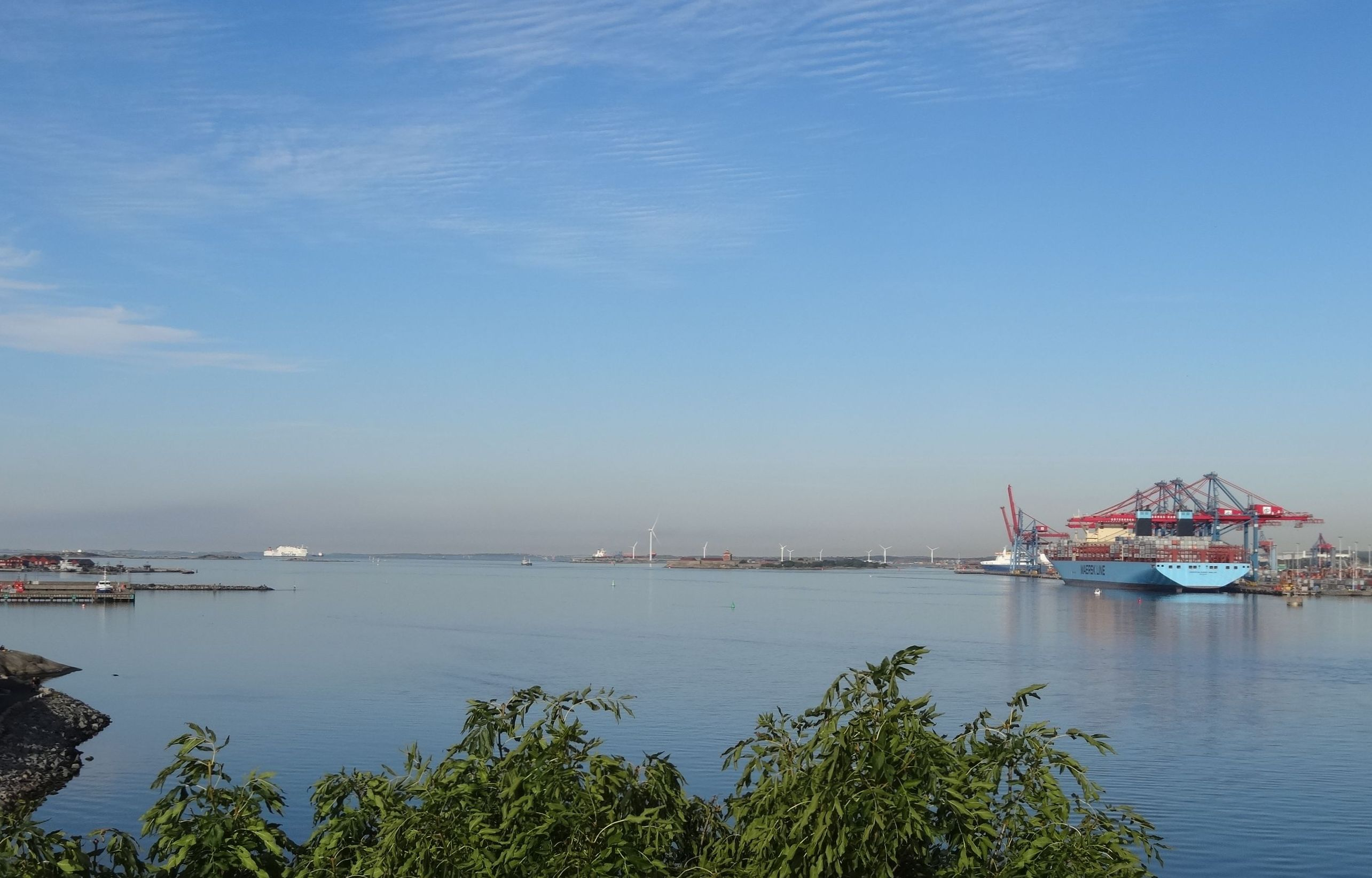
Utsikt från höga batteriet på Lilla Billingen mot Älvsborgsfjorden och Göteborgs hamninlopp. Till vänster syns pirarna från båthamnarna vid Tångudden och, längre bort, Käringberget. Till höger om fästningen Nya Älvsborg ligger ett av världens största containerfartyg, Mærsk Mc-Kinney Møller, vid kaj i Skandiahamnen.

Strax efteråt kom kapten Hård, tillsammans med resten av Åhs kompani ur Älvsborgs regemente, fram till batteriet. Därefter pågick eldgivning med kanoner och musköter utefter södra älvstranden och med kanoner från Nya Älvsborg. Även om det var månsken visste soldaterna inte "hwad fartyg egenteligen fiendens bestod uti".

#### Klockan 03.00
Vid tretiden på morgonen hade alla Tordenskjolds slupar lämnat Wike fjord, nuvarande Älvsborgsfjorden, under livlig beskjutning från svenska kanonbatterier och musköter utan att förlora en enda man. De återkom till galärerna norr om Brännö, och seglade genast vidare till Kalvsund där de uttröttade besättningarna fick vila ut några timmar. Tordenskjold fortsatte under tiden norrut med sin slup.
Under natten hade kapten Nilsson dragit sig upp mot Sillesund sydväst om Marstrand med sina fartyg, för att spärra danskarnas reträttväg om de skulle befinna sig söder om svenskarna. Eftersom det började blåsa hård sydvästlig vind, med besvärande dyning, förflyttade sig svenskarna till lä öster om Sälö där man kastade ankar.

#### Klockan 08.00

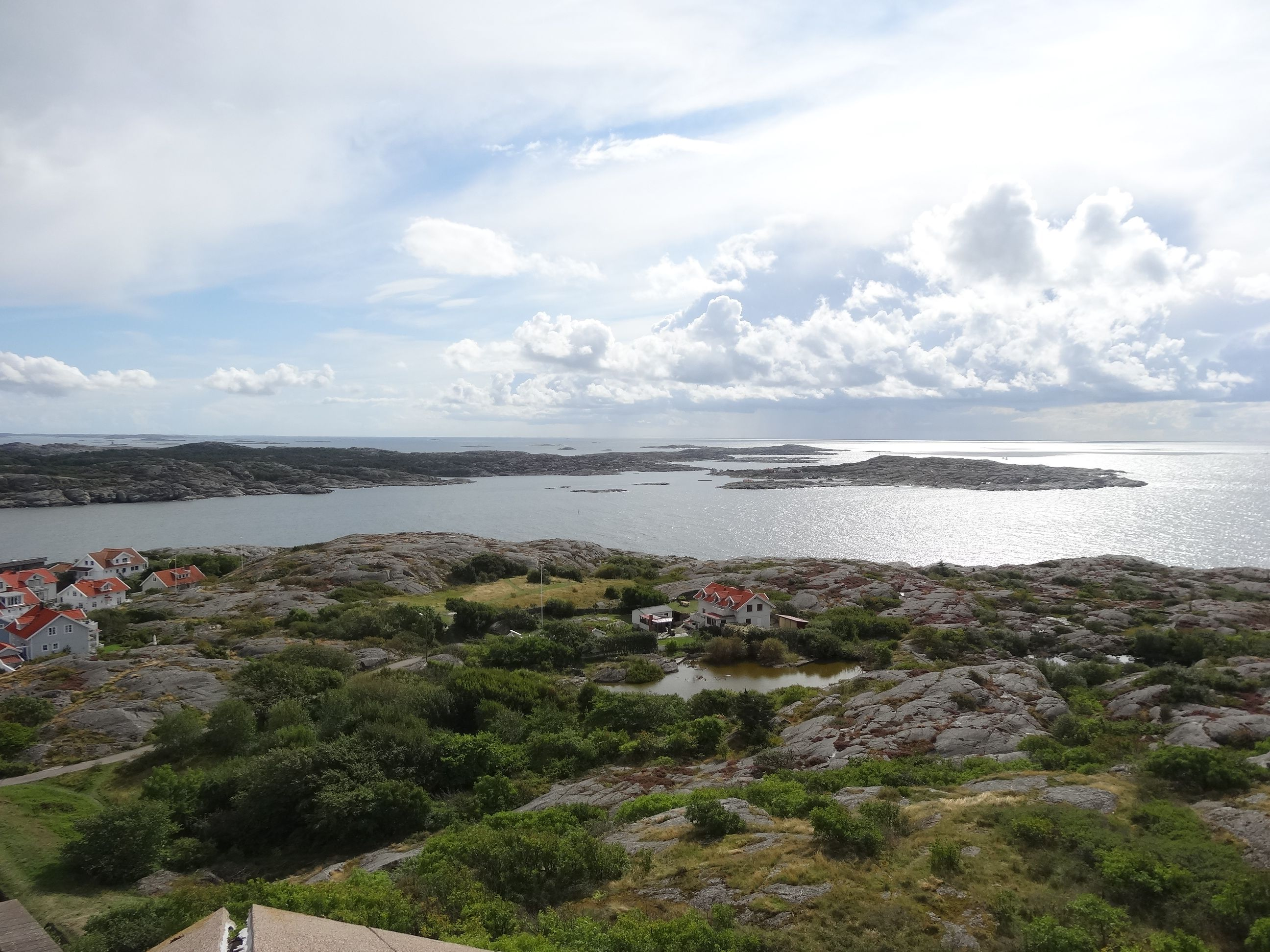
Utsikt från Karlsten mot sydväst. Bortom södra inloppet till Marstrand, mitt i bilden, syns till vänster Klåverön, och därefter bland annat Ärholmen och Sillesund.

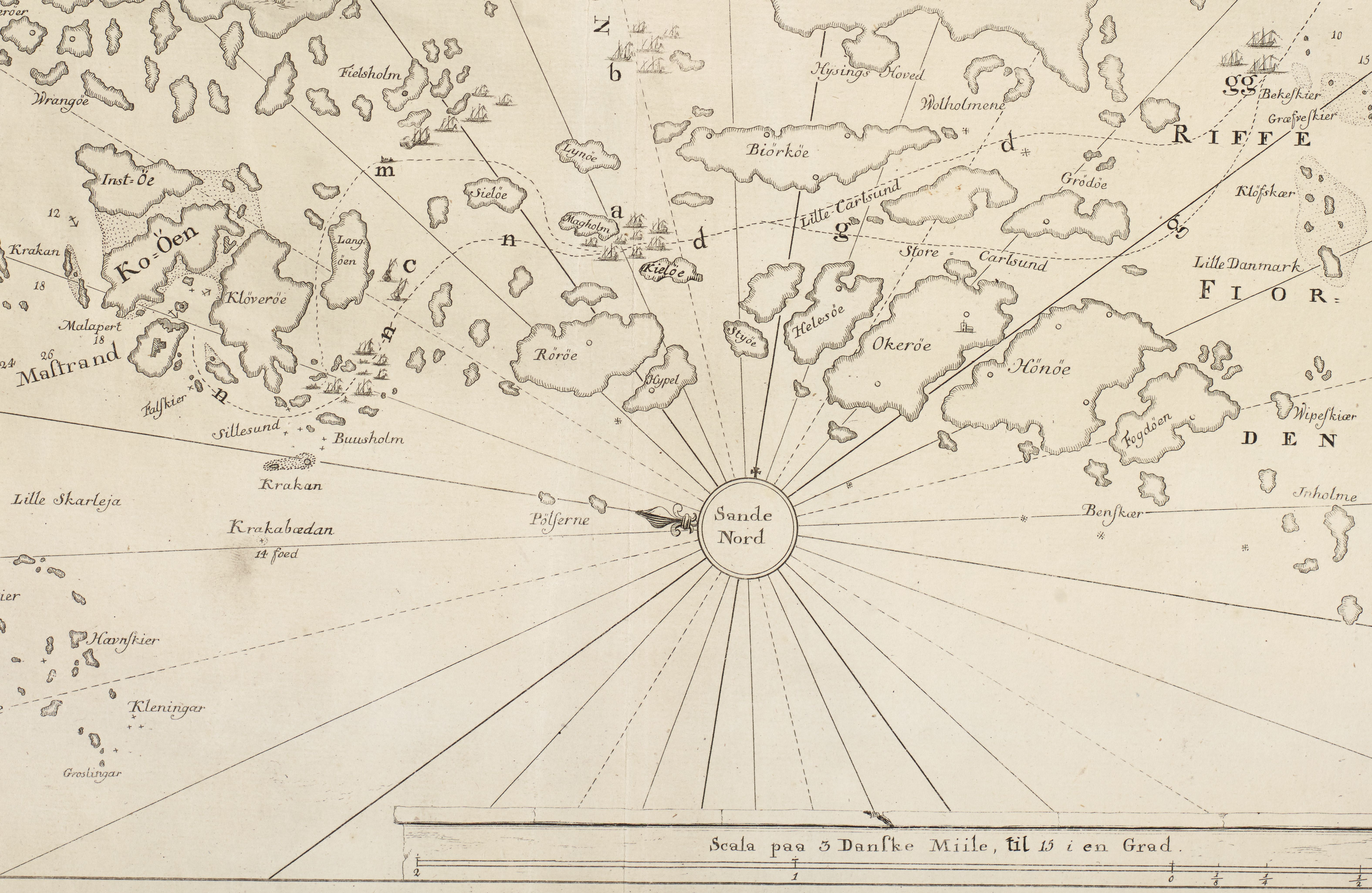
Detalj från danska kopparsticket ovan, som visar Göteborgs norra skärgård och Marstrand. Bokstaven (m) betecknar Tordenskjolds väg tillbaka, och (n) betecknar den danska huvudstyrkans väg. Vy från väster. Källa: Det Kongelige Bibliotek, Köpenhamn

Vid åttatiden kom Tordenskjolds slup i sikte för Nilsson, som beordrade överlöjtnanten Anders Löfman på brigantinen Luren att ta upp förföljandet. I det hårda vädret dröjde det innan Löfman kunde kryssa sig upp mot leden. Innan Tordenskjold hann fram till Sillesund var Löfman inom skotthåll. Hans skott träffade bordläggningen och sköt bort några åror. Tordenskjold tätade hålet i skrovet med tröjor från besättningen, och nådde oskadd Marstrand lagom till att inta sin plats bredvid amiral Judichær under pågående högmässa.
Några timmar senare följde resten av den danska styrkan. Alla svenska fartyg lättade ankar och tog upp förföljandet, utom den tunga galären Prins Kristian som på grund av vädret "omöjligen kunde komma utur stället, eller arbeta sig upp i lovart". Under eldgivning förföljdes danskarna genom Sillesund, men när Marstrands fästning började beskjuta svenskarna, avbröts jakten.

## Konsekvenser
Bevaknings- och skyddsåtgärderna vid inloppet till Göteborg skärptes kraftigt efter anfallet. När överraskningen lagt sig, behövde man på svenska sida ha svar på frågan om hur Tordenskjolds attack över huvud taget varit möjlig att genomföra. 
På begäran av den tillfällige kommendanten Johan Lillie hade Rehnskiöld tidigare gett order om att två slupar skulle patrullera runt Nya Älvsborg, mellan Aspholmarna och Nya Varvet, "för Nya Älfsborgs säkerhet och de allt mer förlängda nätternas skull". Sedan de danska fartygen lämnat Göteborgs hamninlopp, men fortfarande fanns kvar i Marstrand, ansåg amiral Örnfelt att faran för anfall var större genom Nordre älv mot Bohus fästning, och flyttade de två sluparna till att patrullera i Nordre älvs mynning mellan Kippholmen och Överön. Samtidigt var kommunikationen mycket dålig mellan de svenska fartygen vid Nordre älv, fästningen Nya Älvsborg och örlogshamnen Nya Varvet, vilket gjorde att kapten Nilssons information om de danska fartygen inte nådde fram till Örnfelt och den återinsatte ordinarie kommendanten på Nya Älvsborg, Gustaf Gadde .
Fältmarskalk Rehnskiöld skriver ifrån Lund, i en sammanfattande skrivelse över krigshändelserna i Bohuslän sommaren och hösten 1719:
| ”                         | Doch måste iag innan afresan ifrån Lund skiedde, förnimma de obehageliga tiender, at man wid Götheborg eij bättre wacht hållit hade, än att fienden natten emellan den 26 och 27 September hade fått tillfälle att smyga sig in till wärfwet derstädes och itända Gallejerne Carolus och Wreden, tillika med en Fregatt Commendeur Gathenhielm tilhörig samt med sig bortsläpe den från honom nyligen tagne Gallejan Prince Fredrich; hwilket lijkwäl förmodligen hade kunnat förekommas om man hade mina ordres efterlefwat, med ofwannämde Patroll Echaloupers uthsändande. | „ |
| – Fältmarskalk Rehnskiöld | |   |

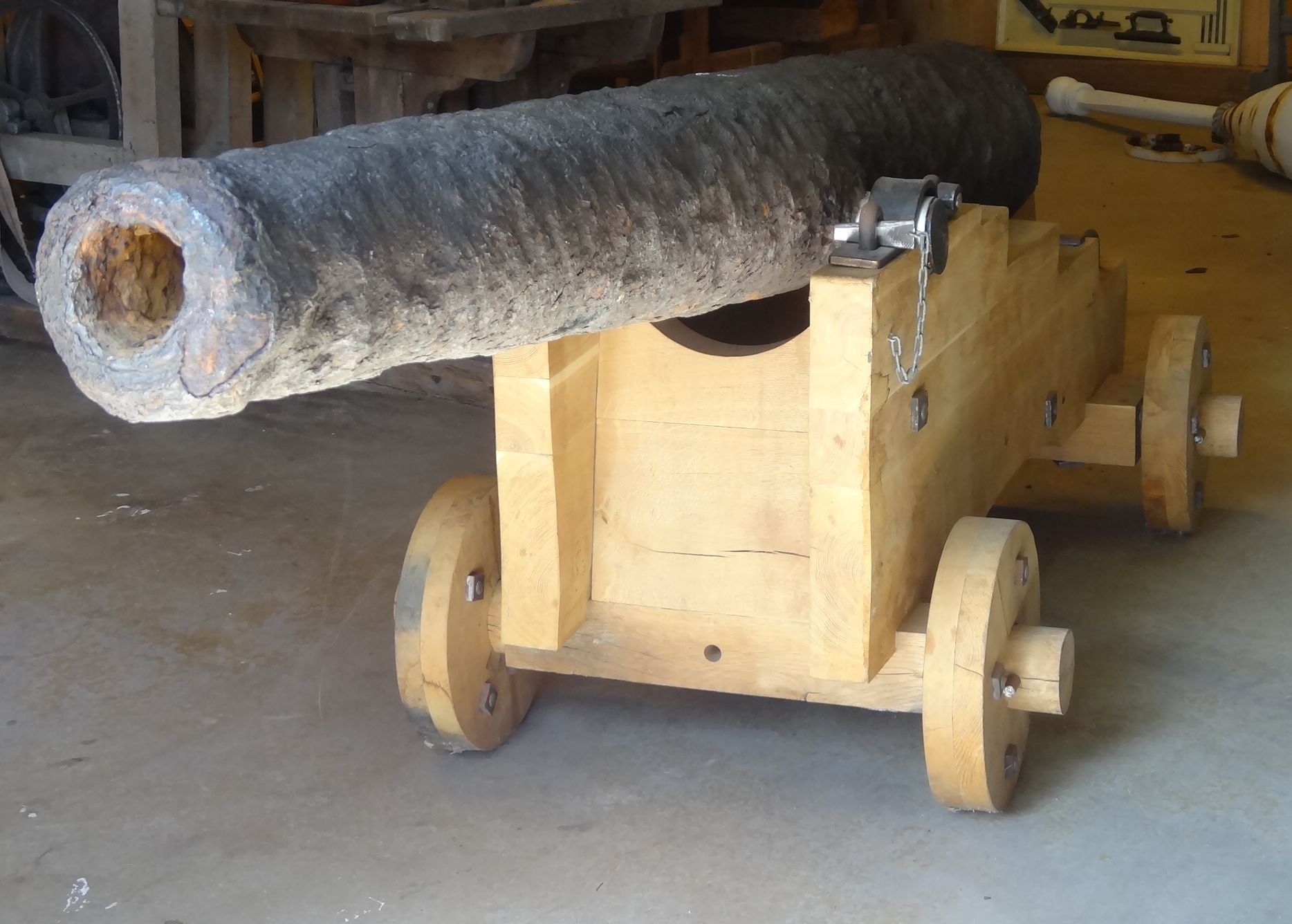
Kanon bärgad från kaparfregatten Le Comte de Mörner i samband med muddringsarbete i Göteborgs hamn 1923, utställd på Onsala Sjöfartsmuseum.

För att reda ut händelseförloppet tillsattes en "Kongl. Commision" som sammanträdde i Göteborg den 20 november 1724, under ledning av amiralen Carl Hans Wachtmeister. Domstolens förhandlingar, som pågick under 1724 och 1725, efterlämnade ett protokoll på 1 672 sidor, med 42 bilagor, som förvaras i riksarkivet. Den 4 augusti 1725 avkunnades domen. Kommissionen lyckades inte få fram vem som bar skulden till det misslyckade försvaret. Amiral Örnfelt och överste Gadde samt några andra officerare dömdes att betala obetydliga summor i böter.
Enligt danske historikern Casper Peter Rothe kunde Tordenskjold visa upp den återerövrade galären Prinds Carl för amrial Judichær i Marstrand. Enligt en skrivelse från överste Gadde till Kungl. Kommissionen hittades galären övergiven dagen efter striden vid Svinholmarna, sydväst om Nya Älvsborg. Tordenskjold nämner i en senare skrivelse, att den svenska sjöstyrkan i Göteborg nu var minskad till fem små galärer. Det var viktigt för Tordenskjold att behålla det psykologiska övertaget, även om bara några få mindre båtar återstod av den danska sjöstyrkan i Göteborgsområdet. Med anfallet visade han, att han fortfarande kunde bestämma tid och plats för militära operationer mot Sverige. Anfallet mot Nya Varvet var den sista stridshandlingen mellan Sverige och Danmark innan vapenstillestånd slöts den 28 oktober 1719, och slutligen freden i Frederiksborg den 3 juli 1720. Anfallet var också Tordenskjolds sista sjöstrid. Han dödades i en duell den 12 november 1720 med Jakob Axel Staël von Holstein, en officer som tidigare varit i svensk och polsk tjänst.